# 通玄观造像
通玄观造像位于中国浙江省杭州市上城区紫阳山东南麓、七宝山东麓，太庙巷7号紫阳小学内后山岩壁上，为原南宋临安府道观通玄观道教造像遗迹，也是杭州仅存的道教造像和中国国内罕见的南宋时期道教石刻造像。通玄观始建于南宋绍兴二十九年（1159），为原宋高宗内侍刘敖入道修真、结庵于此，地面建筑已毁于清咸丰间。岩壁坐北朝南，开凿于南宋初年至明代，长30米，高3.7米，雕凿有四龛六尊造像及摩崖题记和碑十一通。由于曾多年处于露天状态（现已建保护棚），风化程度逐年加重，现状多处题刻字迹漫漶，部分造像已面目不清。